# 2019年朝鮮民主主義人民共和国最高人民会議選挙
2019年朝鮮民主主義人民共和国最高人民会議選挙（2019ねんちょうせんみんしゅしゅぎじんみんきょうわこくさいこうじんみんかいぎせんきょ、朝鮮語: 2019년 조선민주주의인민공화국 최고인민회의 선거）は、2019年3月10日に朝鮮民主主義人民共和国（北朝鮮）で行われた最高人民会議議員の選挙である。

## 結果
この選挙の結果、朝鮮労働党が687議席中687議席を獲得した一人勝ちの選挙だった。

## 選挙データ

### 内閣総理
- 金才龍（第6代）
  - 与党：朝鮮労働党（祖国統一民主主義戦線）

### 投票日
- 2019年3月10日

### 改選数
- 687（）

### 選挙制度
- 小選挙区制

#### 投票方法
- 公開投票、義務投票制、信任投票、記号式、1票制

#### 選挙権
- 数え年17歳以上の共和国公民

#### 被選挙権
- 成人以上の共和国公民

## 選挙結果
| 政党                 | 政党                 | 政党                 | 獲得 議席 | 増減     | 改選前 |
| -------------------- | -------------------- | -------------------- | --------- | -------- | ------ |
| 祖国統一民主主義戦線 | 祖国統一民主主義戦線 | 祖国統一民主主義戦線 | 687       | 増減なし | 687    |
|                      |                      | 朝鮮労働党           | 607       | 増減なし | 606    |
|                      | 朝鮮社会民主党       | 50                   | 増減なし  | 50       |        |
|                      | 天道教青友党         | 22                   | 増減なし  | 22       |        |
|                      | 在日本朝鮮人総聯合会 | 5                    | 増減なし  | 6        |        |
|                      | 無所属               | 3                    | 増減なし  | 3        |        |
| 総計                 | 総計                 | 総計                 | 687       | 増減なし | 687    |
| 出典：朝鮮新報       |                      |                      |           |          |        |